# 21087 Petsimpallas
21087 Petsimpallas este un asteroid din centura principală de asteroizi.

## Descriere
21087 Petsimpallas este un asteroid din centura principală de asteroizi. A fost descoperit pe 30 ianuarie 1992 la Observatorul La Silla de Eric Walter Elst. Asteroidul prezintă o orbită caracterizată de o semiaxă mare de 2,68 ua, o excentricitate de 0,19 și o înclinație de 11,2° în raport cu ecliptica.